# Sierra Blanca, Texas
Sierra Blanca là một nơi ấn định cho điều tra dân số (CDP) thuộc quận Hudspeth, tiểu bang Texas, Hoa Kỳ. Năm 2010, dân số của nơi này là 553 người.

## Dân số
- Dân số năm 2000: 533 người.
- Dân số năm 2010: 553 người.